# Westenhausen
Westenhausen ist seit 1978 ein Ortsteil des Marktes Manching im nördlichen Landkreis Pfaffenhofen an der Ilm.

## Geographie
Das Kirchdorf liegt vier Kilometer westlich des Kernorts Manching, nördlich der Bundesstraße 16 und südlich der Donau.

## Geschichte
Westenhausen wird in einer Stiftungsurkunde aus dem Jahr 820 Westinsteri und um 1200 Westenhusen genannt (= „die im Westen hausen“) und gehörte ursprünglich zum Kloster in Engelbrechtsmünster. Die katholische Filialkirche St. Helena ist im Kern spätgotisch, das Langhaus stammt aus der Mitte des 19. Jahrhunderts.
Die 1818 mit dem zweiten Gemeindeedikt begründete Landgemeinde Westenhausen (im Bezirksamt bzw. Landkreis Pfaffenhofen) mit Lindach und Rottmannshart wurde am 1. Januar 1978 im Zuge der Gebietsreform in Bayern in die Marktgemeinde Manching eingemeindet.

## Vereinsleben
In Westenhausen gibt es vier Vereine, die zur Gestaltung des Dorflebens beitragen:
- Freiwillige Feuerwehr Westenhausen
- Fischergemeinschaft Westenhausen
- Schützenverein „Immergrün“ Westenhausen
- Krieger- und Soldatenverein Westenhausen